# Tunica albuginea
Als Tunica albuginea (lat.-anat.) wird in der Anatomie eine derbe Hülle aus straffem, kollagenem Bindegewebe bezeichnet, die sich um die Hoden, die Schwellkörper des Penis, um die Klitoris und um die Eierstöcke legt. Sie stellt eine besondere Form der Bindegewebskapsel dar, die durch ihre dicht gelagerten Bindegewebsfasern weißlich aussieht und daher ihren Namen hat.